# Ralf Weber (Fußballspieler)
Ralf Weber (* 31. Mai 1969 in Seligenstadt) ist ein ehemaliger deutscher Fußballspieler.

## Vereinskarriere
Ralf Weber begann seine Fußballkarriere 1974 bei der SpVgg Hainstadt, bevor er 1982 zu Kickers Offenbach wechselte. Von 1987 bis 1989 bestritt er für Offenbach 50 Zweitligaspiele, in denen er sechs Tore erzielte. Nach dem Lizenzentzug der Kickers wechselte er 1989 zum Lokalrivalen Eintracht Frankfurt, für den er am 4. August 1989 im Auswärtsspiel gegen den Hamburger SV sein Debüt in der Fußball-Bundesliga feierte. Nach zwei weiteren Einsätzen als Einwechselspieler bestritt er am 26. August 1989 bereits seine erste Bundesligapartie von Beginn an im Heimspiel gegen Bayer Uerdingen und schoss drei Minuten vor dem Ende den Ausgleich, der die Eintracht zurück an die Tabellenspitze beförderte (eine Minute vor dem Abpfiff schoss Lothar Sippel noch das Tor zum 2:1-Endstand). Der Mittelfeldspieler bestritt insgesamt 182 Erstligaspiele (19 Tore) und 32 Zweitligaspiele (10 Tore) für die Frankfurter Eintracht, der er bis zum Ende seiner Spielerkarriere im Jahr 2001 treu blieb.
Ralf Weber war über seine gesamte Karriere hinweg von zahlreichen Verletzungen geplagt, die ihn immer wieder zu längeren Spielpausen zwangen. So absolvierte er zwischen 1995 und 1997 lediglich zwei Pflichtspiele für die Eintracht, in der Saison 2000/01 sogar kein einziges, ehe er nach zahlreichen Operationen und erfolglosen Reha-Versuchen 2001 seine aktive Karriere beendete.
Legendär ist sein berühmter „Ausraster“ aus der Saison 1991/92 im letzten Spiel gegen Hansa Rostock, das aus Frankfurter Sicht 1:2 verloren ging und der Eintracht den sichergeglaubten Meistertitel kostete. Aus Wut über einen nicht gegebenen Elfmeter des Schiedsrichters Alfons Berg nach einem Foul des Rostocker Spielers Stefan Böger an ihm im Strafraum trat er nach Abpfiff gegen eine Fernsehkamera; der Kameramann erlitt ein blaues Auge. Weber entschuldigte sich später öffentlich bei dem Kameramann, der Verein beglich den Schaden.

## Nationalmannschaftskarriere
Nach einem früheren Einsatz für die deutsche U-21 feierte Weber am 7. September 1994 gegen Russland sein Länderspieldebüt für die A-Nationalmannschaft. Bis Juni 1995 absolvierte er insgesamt neun Länderspiele, erzielte jedoch keinen Treffer.

## Karriere Trainer
Bis zum Ende der Saison 2013/14 arbeitete Ralf Weber im Auftrag von Eintracht Frankfurt als Spielerbeobachter. 
Von Januar 2016 bis April 2019 war er als Co-Trainer von Rudi Bommer beim Oberligisten SC Hessen Dreieich tätig. 
In der Saison 2021/2022 war Weber zusammen mit dem Arzt Sebastian Schneider Cheftrainer der SG Rosenhöhe Offenbach in der Gruppenliga Offenbach.  
Seit Januar 2023 ist Weber als Cheftrainer des Verbandsligisten Sportfreunde Seligenstadt tätig.   